# Weitungsbau

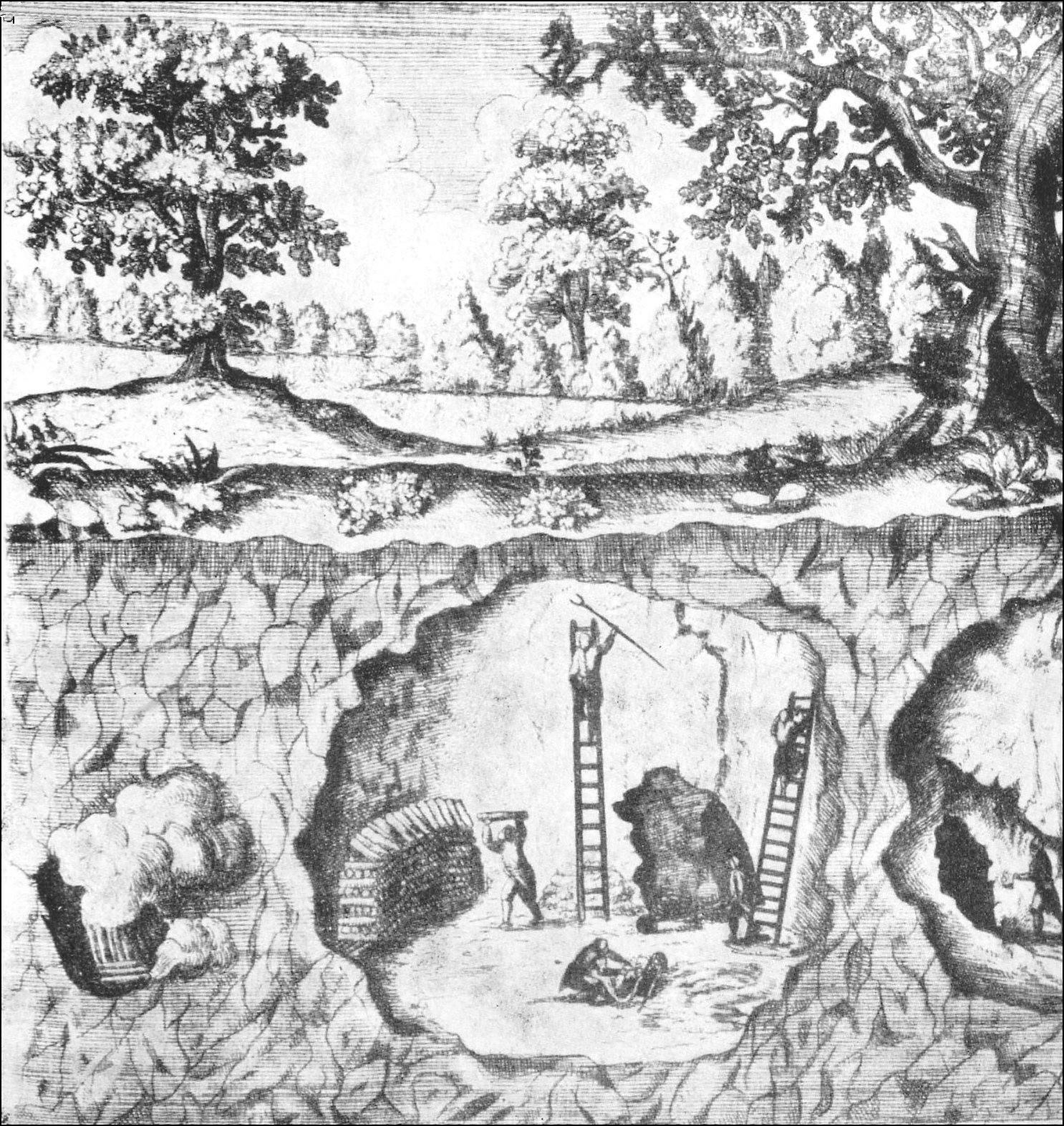
Weitungsbau mittels Feuersetzen

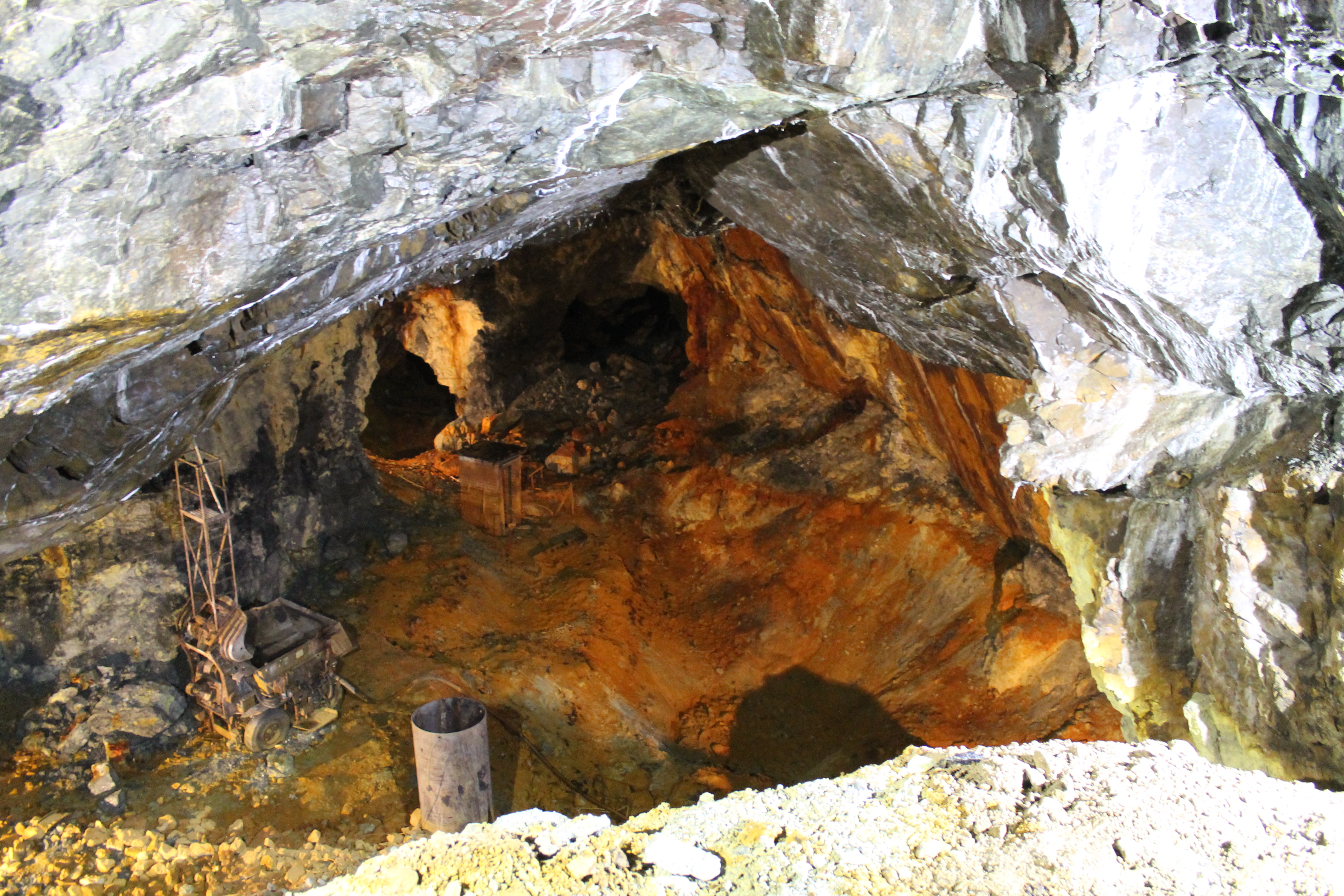
Weitung im ehemaligen Schwefelkiesbergwerk „Einheit“ in Elbingerode

Der Weitungsbau ist ein Abbauverfahren im untertägigen Bergbau. Das Verfahren gehört zur kammerartigen Bauweise. Er ist somit eine Variante des Kammerbaus, bei der nach erfolgtem Abbau die Schichtgrenzen zwischen Lagerstätte und Nebengestein als Bergfesten die Begrenzungs- und Stützpfeiler der entstandenen Kammer (in diesem Fall Weitung) bilden. Der Weitungsbau wird bei mächtigen, durchweg bauwürdigen Lagerstätten angewendet. Das Verfahren stellt erhebliche Eingriffe in den Untergrund dar, sodass das darüber liegende Gelände nicht mehr bebaut oder entwickelt werden kann.

## Geschichte
Erste Weitungsbauformen wurden nachweislich bereits in der Zeit von 3950 bis 3800 v. Chr. zum Abbau von Hornstein angewendet. Hierfür erstellten die steinzeitlichen Bergleute zunächst mehrere Schächte, bis sie das Niveau des Bodenschatzes erreichten. Im Niveau der Bodenschatzschicht wurden die Schächte mittels schmaler Strecken verbunden. Anschließend wurden die Strecken für die Gewinnung des Bodenschatzes an den Stößen ausgeweitet. So entstanden Weitungen, die sie, wenn sich die Hauptmasse der Lagerstätte unterhalb der Strecken befand, nach unten ausdehnten. Mit zunehmender Teufe wurde es erforderlich, zusätzliche Hilfsmittel für den Abbau zu nutzen. Eine der verbreitetsten Anwendung des Weitungsbaus war das bereits von Georgius Agricola beschriebene Feuersetzen, welches z. B. im Erzgebirge bis ins 19. Jahrhundert hinein zur Anwendung kam. Dabei wurde das Gestein durch das Verbrennen von Holz (später auch Koks) erhitzt, um es bei der nachfolgenden Abkühlung an der Oberfläche mürbe und rissig zu machen. Dieses Verfahren des Weitungsbaus kam insbesondere in Zinnbergbaugebieten zum Einsatz, da hier das Erz oftmals nicht als Gang, sondern als durchgehend fein vererzter Stock vorkommt. Dabei führte die Anwendung der Feuersetztechnik unweigerlich zu Weitungsbauen, die unregelmäßig angeordnet waren.

## Grundlagen
Grundsätzlich werden zwei Arten des Weitungsbaus unterschieden, der Weitungsbau von unten nach oben und der Weitungsbau von oben nach unten. Voraussetzung für den Weitungsbau ist eine hohe Standfestigkeit des Nebengesteins. Dies ist insbesondere dann erforderlich wenn man  mittels des Weitungsbaus groß dimensionierte Weitungen erstellen will ohne das dadurch die Gefahr des Nachfallens von Gestein zu groß ist. Außerdem muss die Lagerstätte eine genügend große Mächtigkeit und ein Einfallen von mehr als 55 Gon besitzen. Die Mächtigkeit der Lagerstätte sollte bei sechs Metern und darüber liegen. Der Weitungsbau ist auch durchaus in Lagerstätten anwendbar, die eine unregelmäßige Form haben. Das liegt daran, dass sich die Weitungen besser an die Unregelmäßigkeiten der Lagerstätte anpassen. Im Fall einer steilstehenden Lagerstätte würden die Grenzen zum Hangenden und Liegenden, also den Stößen der Abbaukammer, bei flach gelagerten Lagerstätten den Firsten und Sohlen der Abbaukammer entsprechen. Eine Form des Weitungsbaus auf unregelmäßig verteilt ausgebildeten Lagerstätten wird als Stockwerksbau bezeichnet. Er hinterlässt Weitungen, die horizontal und/oder vertikal gegeneinander versetzt angeordnet sein können. Der Vorteil des Weitungsbaus ist, dass er keine große Vorrichtung erfordert. Ein weiterer Vorteil ist die größere Abbaufläche gegenüber anderen Abbauverfahren.
Auch wenn die Vermutung nahe liegt, trifft der Begriff Weitung keine Aussage über die tatsächliche Größe des entstandenen Hohlraums. Die Abmessungen der Weitungen sind durch die Mächtigkeit der bauwürdigen Lagerstättenteile und die Festigkeit des Nebengesteins begrenzt. Beim regelmäßigen Weitungsbau in der Region von Altenberg wurden Weitungen mit einer Grundfläche von acht mal zehn Metern erstellt. Diese wurden dann hintereinander angelegt. Es wurden aber auch Weitungen mit einer Grundfläche von 900 bis 1000 Quadratmetern erstellt. In der Regel sind die entstehenden Weitungen deutlich größer, als zum Beispiel beim Firstenbau, Strebbau oder Stoßbau. In den Zinnbergbaugebieten des Osterzgebirges um Altenberg und Zinnwald-Georgenfeld hinterließ der Weitungsbau zahlreiche Hohlräume mit bis zu 20 m Durchmesser. Einzelne Weitungen waren über 40 m hoch und an der Sohle über 50 m weit. Die sogenannte Kreuzer Weite erreichte eine Höhe von 60 bis 90 Metern. Die Pfeiler waren hingegen zum Teil nur wenige Meter stark. Beim Salzbergbau konnten die Weitungen eine Höhe von bis zu 70 Lachtern und einen Durchmesser von 30 bis 50 Lachtern erreichen.

## Das Verfahren
Bei diesem Abbauverfahren werden zunächst auf jeder Sohle hohe und weite Strecken, sogenannte Weitungen, aufgefahren, die sich im rechten Winkel miteinander kreuzen. Zur Stützung des Hangenden werden Pfeiler stehen gelassen, diese Pfeiler stehen auf den einzelnen Sohlen übereinander und sind kleiner bemessen als beim Stockwerksbau. Diese Pfeiler werden stehen gelassen, um die Standsicherheit der Hohlräume zu gewährleisten. Sie werden nach Möglichkeit in Bereichen platziert, in denen das Gestein nur wenig nutzbares Mineral hat. Je nach Mächtigkeit der Lagerstätte werden auf diese Weise mehrere Sohlen untereinander angelegt. Zwischen der Sohle der oberen Weitung und der Firste der unteren Weitung lässt der Bergmann bis zu vier Meter Gestein stehen. Diese Zwischenräume werden als Schweben bezeichnet. Die Größe der Weitungen sind je nach Mineral unterschiedlich und können bis zu zehn Meter breit und annähernd gleich hoch sein. Die Pfeiler sind etwa acht Meter breit und bis zu 50 Meter lang. Bei einer zu dichten und unregelmäßigen Häufung der Abbauorte auf engstem Raum können die Pfeiler zwischen den Weitungen allerdings soweit geschwächt werden, dass es zu Zusammenbrüchen und der Entstehung von Pingen kommt. Bei wertvollen Mineralien oder bei klüftigem Gebirge werden einzelne Pfeiler mitgewonnen und als Ersatz Pfeiler aus Bergematerial erstellt. Allerdings werden diese Pfeiler erst zum Schluss hereingewonnen.
Es gibt drei unterschiedliche Arbeitsweisen, wie in den Weitungen gearbeitet wird bzw. wie die Weitungen erstellt werden. Zunächst einmal besteht die Möglichkeit, dass man die hereingewonnenen Massen in der Weitung belässt, bis die Weitung komplett fertig ist. Dies hat den Vorteil, dass die Bergleute das Haufwerk benutzen, um drauf zu stehen. Das gesamte Haufwerk wird dann später abgefördert. Bei der zweiten Arbeitsweise wird die Weitung ganz verhauen. Bei der dritten Arbeitsweise wird Versatz in die Weitungssohle eingebracht. Der Versatz wird entweder aus Nebengestein erzeugt, das man bei der Gewinnung mit hereingewinnt, oder er wird von über Tage angefördert. Im Versatz werden Rollen mit nach oben geführt, durch die dann das hereingewonnene Mineral bis zur untersten Sohle gefördert wird. Durch den Versatz füllt sich die Weitung von unten nach oben und die Sohle wandert so weiter nach oben. Anstelle des Bergeversatzes kann auch Beton verwendet werden, der nach dem Ausräumen der Weitung in die Weitung eingebracht wird. Die Abbaurichtung erfolgt hier bei allen Arbeitsweisen von unten nach oben.

## Besonderheiten
Wenn bei einer Lagerstätte festgestellt wird, dass sich der Abbau von unten nach oben nicht gut durchführen lässt, so kann der Abbau der Lagerstätte auch von oben nach unten erfolgen. Diese Variante des Weitungsbaus unterscheidet sich von der anderen Variante durch die Richtung des Abbaus. Zunächst werden von der unteren Sohle nach oben ansteigende Querschläge bis zum Ende der Weitung aufgefahren. Der Abbau und somit die Erstellung der Weitung erfolgt von oben nach unten. Voraussetzung für dieses Abbauverfahren ist eine große Haltbarkeit und Standfestigkeit der Lagerstätte. Wird diese Methode in nicht genügend standfestem Gebirge eingesetzt, kann es zum Einbrechen der Weitung kommen, bevor diese komplett erstellt ist. Eine andere Möglichkeit, die oftmals bei steilstehenden Lagerstätten angewendet wird, ist die als Trichterbau bezeichnete Form des Weitungsbaus. Hierbei wird das Lager zunächst auf zwei Sohlen, eine obere und eine bis zu 200 Meter tiefer angelegte untere Sohle, aufgefahren. Diese beiden Sohlen werden dann an einem Ende der Lagerstätte mit einer Wendelstrecke verbunden. Ausgehend aus der Wendelstrecke werden dann im Abstand von 20 bis 25 Metern Teilsohlen aufgefahren. Das abzubauenden Material wird dann strossenförmig hereingewonnen. Auf der untersten Sohle wird das hereingewonnene Mineral mittels Schrapper abgezogen und dann abgefördert. Damit das Gebirge weiterhin standfest bleibt, werden alle 80 bis 100 Meter zehn bis zwölf Meter starke Gebirgsfesten stehen gelassen. Die abgebauten Lagerstättenteile werden anschließend mit Versatz wieder aufgefüllt.

## Anwendung
Beispiele für den Weitungsbau finden sich vor allem in den Zinnlagerstätten im Erzgebirge. In Altenberg, Seiffen und Geyer zeugen größere Pingen vom mittelalterlichen und neuzeitlichen Weitungsbau durch Feuersetzen. Aber auch im Rammelsberg bei Goslar wurde das Erz im Weitungsbau abgebaut. Auch im Salzbergwerk Wieliczka wurde der Weitungsbau angewendet. Des Weiteren fand der Weitungsbau in den Eisensteinlagern am Büchenberge, auf den Eisensteinstöcken in Schweden, auf den Bleistöcken in Offenbanya und Rodnau und in den Salzstöcken in Bochnia seine Anwendung. Ebenfalls wird der Weitungsbau beim Abbau von Braunkohle im Tiefbau angewendet. Auch steil gelagerte Kaliflöze werden mit diesem Abbauverfahren abgebaut. Weitere Beispiele finden sich in den Kalkstein-Lagerstätten von Lengefeld und Rabenstein sowie beim Erzbergbau in der Eifel.